# NGC 4583
NGC 4583 é uma galáxia espiral barrada (SB0-a) localizada na direcção da constelação de Canes Venatici. Possui uma declinação de +33° 27' 31" e uma ascensão recta de 12 horas, 38 minutos e 04,4 segundos.
A galáxia NGC 4583 foi descoberta em 2 de Janeiro de 1786 por William Herschel.